# Wanda Zabłocka
Wanda Zabłocka (Tarnów, 20 de dezembro de 1900 — Toruń, 30 de novembro de 1978) foi uma botânica, fitopatologista e micologista polonesa.
Foi professora da Universidade Nicolau Copérnico de Toruń (1954–1970), casada com o botânico Jan Wojciech Zabłocki. Zabłocka escreveu livros sobre micologia e fitopatologia, incluindo  Micorriza de viola (1935, 1936). É também autora de Grzyby kapeluszowe Polski (1949).